# Chenmingite
La chenmingite (simbolo IMA: Cnm) è un minerale del supergruppo della marokite appartenente alla famiglia minerale degli "ossidi e idrossidi" con composizione chimica FeCr2O4.

## Etimologia e storia
Il minerale è stato chiamato in questo modo in onore di Chen Ming, ricercatore e professore presso il "Guangzhou Institute of Geochemistry" dell'Accademia cinese delle scienze.
Il campione tipo è depositato presso la collezione di meteoriti del "Frank H. McClung Museum" dell'Università del Tennessee a Knoxville (Stati Uniti) nella sezione UT2.

## Classificazione
Essendo stata riconosciuta dall'Associazione Mineralogica Internazionale (IMA) come specie minerale indipendente nel 2017, la chenmingite non è elencata nella nona edizione della sistematica dei minerali di Strunz, aggiornata dall'IMA fino al 2009.
Viene elencata nell'edizione successiva, proseguita dal database "mindat.org" e chiamata Classificazione Strunz-mindat, dove si trova nella classe "4. Ossidi (idrossidi, V[5,6] vanadati, arseniti, antimoniti, bismutiti, solfiti, seleniti, telluriti, iodati)" e nella sottoclasse "4.B Metallo:Ossigeno = 3:4 e simili"; questa è ulteriormente suddivisa in base alle dimensioni dei cationi coinvolti e alla struttura del minerale, in modo che la chenmingite possa essere trovata nella sezione 4.BB insieme a termaerogenite, chukochenite, elgoresyite, jianmuite, dellagiustaite, garpenbergite e magnéliite.

## Abito cristallino
La chenmingite cristallizza nel sistema ortorombico con il gruppo spaziale Pnma (gruppo nº 62) con i parametri reticolari a = 9,715(6) Å, b = 2,87(1) Å e c = 9,49(7) Å, oltre ad avere 4 unità di formula per cella unitaria.

## Origine e giacitura
La chenmingite si è formata dalla trasformazione allo stato solido del precursore cromite, vicino alle sacche di fusione indotte dall'urto, ad alta pressione e alta temperatura, durante l'evento di impatto che ha portato alla formazione sul pianeta Marte del meteorite "Tissint"; è in paragenesi con ulvöspinello ricco di ferro-cromo, cromite e xieite.
La chenmingite è un minerale molto raro ed è stata trovata solo in pochi siti: oltre al meteorite "Tissint", formatosi su Marte e precipitato sulla Terra presso la provincia di Tata (Marocco), è stata rilevata anche nella condrite di tipo L6 "Suizhou", trovata a Xihe nel distretto di Zengdu (nello Hubei, Cina).

## Forma in cui si presenta in natura
La chenmingite si presenta in lamelle di dimensioni inferiori a 1 μm di larghezza e fino a 4 µm di lunghezza ed è stata trovata all'interno dei grani precursori di cromite.